# Rondeletia nalgensis
Rondeletia nalgensis är en måreväxtart som beskrevs av Ignatz Urban och Erik Leonard Ekman. Rondeletia nalgensis ingår i släktet Rondeletia och familjen måreväxter. Inga underarter finns listade i Catalogue of Life.